# ニールス・ユール級コルベット
| ニールス・ユール級コルベット | ニールス・ユール級コルベット                   | ニールス・ユール級コルベット               |
| ---------------------------- | ---------------------------------------------- | ------------------------------------------ |
|                              |                                                |                                            |
| 艦級概観                     |                                                |                                            |
| 艦種                         | コルベット/フリゲート                          | コルベット/フリゲート                      |
| 就役期間                     | 1980年 - 2009年                                | 1980年 - 2009年                            |
| 前級                         | ペダー・スクラム級フリゲート                   | ペダー・スクラム級フリゲート               |
| 次級                         | イーヴァル・ヒュイトフェルト級フリゲート       | イーヴァル・ヒュイトフェルト級フリゲート   |
| 性能諸元                     |                                                |                                            |
| 排水量                       | 基準：1,100 t                                  | 基準：1,100 t                              |
| 排水量                       | 満載：1,320 t                                  |                                            |
| 全長                         | 84m                                            | 84m                                        |
| 全幅                         | 10.3m                                          | 10.3m                                      |
| 吃水                         | 4.8m                                           | 4.8m                                       |
| 機関                         | CODOG方式                                      | CODOG方式                                  |
| 機関                         | MTU 20V956 TB82ディーゼルエンジン (4,800 bhp)  | 1基                                        |
| 機関                         | LM2500ガスタービンエンジン (26,600 shp)        | 1基                                        |
| 機関                         | スクリュープロペラ                             | 2軸                                        |
| 速力                         | 最大: 30ノット (56 km/h)                       | 最大: 30ノット (56 km/h)                   |
| 航続距離                     | 2,500海里 (18ノット巡航時)                     | 2,500海里 (18ノット巡航時)                 |
| 定員                         | 士官18名＋下士官9名＋兵63名                    | 士官18名＋下士官9名＋兵63名                |
| 兵装                         | 76mmコンパット砲                               | 1門                                        |
| 兵装                         | Mk.48 mod.3 VLS （シースパロー短SAM用;12セル） | 1基                                        |
| 兵装                         | ハープーンSSM 4連装発射筒                      | 2基                                        |
| 兵装                         | Mk.3 爆雷投下軌条                              | 1基                                        |
| C4I                          | 海軍戦術情報システム （SF-300＋リンク 11）     | 海軍戦術情報システム （SF-300＋リンク 11） |
| レーダー                     | AWS-5 対空捜索用 ※TRS-3D 3次元式に後日換装     | 1基                                        |
| レーダー                     | スキャンター009 航法用                         | 2基                                        |
| レーダー                     | Mk.95 短SAM射撃指揮用                          | 2基                                        |
| レーダー                     | 9LV200 砲射撃指揮                              | 1基                                        |
| ソナー                       | PMS-26 船底装備式                              | 1基                                        |
| 電子戦                       | ラカル・カトラス電波探知装置                   | ラカル・カトラス電波探知装置               |
| 電子戦                       | シーナット チャフ・フレア発射機                | 4基                                        |

ニールス・ユール級コルベット（デンマーク語: Korvetter af Niels Juel-klassen, 英: Niels Juel class corvette）はデンマーク海軍が運用していたコルベットの艦級。
ペナント・ナンバーではフリゲートを表す「F」の艦種記号を与えられており、文献によってはフリゲートに分類されることもある。3隻が建造され、デンマーク海軍で最有力の戦闘艦として活躍してきたが、2009年にまとめて退役した。

## 概要
本級の設計はイギリス・ヤーロウ・シップビルダーズによって行なわれた。1975年12月5日、デンマーク海軍は3隻を発注し、建造はオールボー造船所が担当することとなった。これらは、1977年10月から1979年12月にかけて3隻が起工され、1978年より順次に進水、1980年から1982年にかけて運用を開始した。
本級は、1990年代半ばより近代化改修を受け、この際にスタンダード・フレックス・コンセプトの適用を受けた。これは各種の装備をモジュール化して搭載することによって運用上の柔軟性を高めようというもので、このコンセプトを適用されたものとしてはフリーヴェフィスケン級哨戒艇が有名である。同級においてはコンテナを積み替えることで容易に任務の切り替えを実現することを目的としていたが、本級の場合は、頻繁な装備変更よりは、装備の整備や更新を容易ならしめることを目標としていた。近代化改修の内容は下記のとおりである。
- シースパロー発射機の換装：Mk.29 8連装発射機からMk.48 VLSへ。
- 対空レーダーの換装：AWS-5からTRS-3Dへ。
- 戦術情報処理装置の換装：DataSAAB CEPLOからSF-300へ。

なお、このシースパロー発射機の換装に際しては、スタンフレックス・コンテナごと換装することで作業が大幅に短縮できたと言われている。
大きいとは言えない艦級ながら、長らくデンマーク海軍最有力の水上打撃力を持つ艦であり、NATOの演習にも積極的に参加してきた。イーヴァル・ヒュイトフェルト級フリゲートによる置き換えが計画されており、同級の就役までは維持されると見られていたが、2009年8月18日、3隻そろって退役となった。

## 同型艦
| #    | 艦名                                        | 起工            | 進水           | 就役            | 退役           |
| ---- | ------------------------------------------- | --------------- | -------------- | --------------- | -------------- |
| F354 | ニールス・ユール Niels Juel                 | 1977年 10月20日 | 1978年 2月17日 | 1980年 8月26日  | 2009年 8月18日 |
| F355 | オルファト・フィシャ Olfert Fischer         | 1978年 12月6日  | 1980年 1月15日 | 1981年 10月16日 | 2009年 8月18日 |
| F356 | ピーダ・トーデンスキョル Peter Tordenskiold | 1979年 12月5日  | 1980年 4月30日 | 1982年 4月2日   | 2009年 8月18日 |